# Mariano Torre
Mariano Torre, né le 27 décembre 1977 à Ushuaïa en Argentine, est un acteur et chanteur argentin. Il est surtout connu pour avoir tenu les rôles de Juan Cruz York. Il a aussi tenu le rôle de Camilo Estrella dans la saison 3 de Casi Ángeles.